# Virginia Beach
Virginia Beach is een stad in de Amerikaanse staat Virginia en telt 438.415 inwoners. Het is hiermee de 38e stad in de Verenigde Staten (2005). De oppervlakte bedraagt 642,8 km², waarmee het de 21e stad is. In het noordoosten van Virginia Beach ligt Cape Henry, de plek waar in 1607 de eerste definitieve Engelse kolonisten voor het eerst voet aan wal hebben gezet (first landing), om kort daarna de Chesapeake Bay verder op te varen (om zich aan het zicht van de Spanjaarden te onttrekken) en Jamestown te stichten.

## Demografie
Van de bevolking is 8,4% ouder dan 65 jaar. 20,4% bestaat voor 20,4% eenpersoonshuishoudens. De werkloosheid bedraagt 2,2% (cijfers volkstelling 2000).
Ongeveer 4,2% van de bevolking van Virginia Beach bestaat uit hispanics en latino's, 19% is van Afrikaanse oorsprong en 4,9% van Aziatische oorsprong.
Het aantal inwoners in 2005 was 438.415.
Vanwege het NAVO hoofdkwartier Supreme Allied Command Transformation, dat zich in Norfolk bevindt, wonen er aardig wat Nederlandse en Belgische militairen met gezin in deze regio.

## Klimaat
In januari is de gemiddelde temperatuur 3,9 °C, in juli is dat 25,7 °C. Jaarlijks valt er gemiddeld 1133,9 mm neerslag (gegevens op basis van de meetperiode 1961-1990).

## Geboren
- Andre Cason (1969), sprinter
- Jason George (1972), acteur
- Pharrell Williams (1973), muzikant
- Danja (1982), producer, componist en songwriter
- Corey Ashe (1986), voetballer
- Paige en Ryanne Kettner (1991), actrices (tweeling)
- Gabrielle Douglas (1995), turnster